# Viktor Kupovets
Viktor Kupovets (né le 17 octobre 1963, à Rostov-sur-le-Don, en Union soviétique) est un coureur cycliste soviétique, dont le plus haut fait a été sa victoire au championnat du monde de poursuite amateur en 1983.

## Palmarès
- 1982
  - 33e du Tour de Luxembourg
- 1983
  -  Champion du monde de poursuite amateurs
  - 5e du Tour du Maroc

## Performance
- Record du monde des 4 kilomètres, départ arrêté, établi le 23 juillet 1983[1] : 4 min 37 s 687.